# Завидовское сельское поселение (Тверская область)
Завидовское сельское поселение — муниципальное образование в Конаковском районе Тверской области в 2006—2011 годах. Законом Тверской области объединены Завидовское и Мокшинское сельские поселения. Новое поселение получило название Сельское поселение Завидово, но административным центром стала деревня Мокшино.

## Состав
На территории поселения находились 6 населённых пунктов:
| № | Тип нп | Название   | Население (2008 год) |
| - | ------ | ---------- | -------------------- |
| 1 | дер.   | Высоково   | 4                    |
| 2 | дер.   | Елдино     | 39                   |
| 3 | село   | Завидово   | 1444                 |
| 4 | дер.   | Концово    | 24                   |
| 5 | дер.   | Кочедыково | 7                    |
| 6 | дер.   | Павлюково  | 65                   |
| 7 | дер.   | Шетаково   | 17                   |
| 8 | дер.   | Шорново    | 104                  |